# Resolució 276 del Consell de Seguretat de les Nacions Unides
La Resolució 276 del Consell de Seguretat de les Nacions Unides, aprovada el 30 de gener de 1970 després de reafirmar les resolucions i declaracions anteriors, el Consell va condemnar com a il·legal l'ocupació sud-africana de Namíbia i va decidir establir un subcomitè ad hoc per estudiar els camins i les maneres per mitjà de les quals les resolucions del Consell es podria implementar. El Consell va demanar a tots els estats i organitzacions que donessin al subcomitè tota la informació i altres ajudes que pugui necessitar i també va demanar al secretari general de les Nacions Unides que donés totes les ajudes al subcomitè.
El Consell va decidir reprendre l'examen de la qüestió de Namíbia tan aviat com s'hagin posat a disposició les recomanacions del subcomitè.
La resolució es va aprovar amb 13 vots; França i el Regne Unit es van abstenir.